# Synagoga Główna we Frankfurcie nad Menem
Synagoga Główna we Frankfurcie nad Menem (niem. Hauptsynagoge) – główna synagoga frankfurckiej reformowanej gminy żydowskiej, znajdująca się przy Börnestraße. Została zbudowana w 1860 roku na miejscu starej synagogi.
Synagoga została spalona podczas nocy kryształowej w listopadzie 1938 roku. Ruiny synagogi zostały rozebrane w styczniu 1939 roku.